# Benedictus Mollerus
Benedictus Mollerus, född 1637 i Skönberga församling, Östergötland, död 18 februari 1706 i Rappestads församling, Östergötlands län, var en svensk präst och riksdagsman.

## Biografi
Benedictus Mollerus föddes 1637 i Skönberga socken. Han var son till en inspektor. Mollerus blev 1655 student vid Kungliga Akademien i Åbo och prästvigdes 17 mars 1665. Han blev 1670 kyrkoherde i Rappestads församling och var respondent vid prästmötet 1678. Mollerus blev 1695 kontraktsprost i Valkebo kontrakt var riksdagsman vid riksdagsman vid riksdagen 1697. Han blev från 2 augusti 1701 även kontraktsprost i Vifolka kontrakt, som bildade Vifolka och Valkebo kontrakt. Mollerus avled 1706 i Rappestads socken.

### Familj
Mollerus gifte sig 1671 med Christina Fogel (död 1707), dotter till kyrkoherden Suno Fogel i Rappestads församling och Sara Larsdotter. De fick tillsammans barnen Samuel Mollerus (1671–1671), Margareta Mollerus (1671–1671), kronobefallningsmannen Daniel Mollerus (1673–1731) i Uppland, Sara Mollerus (1675–1678), Johannes Mollerus (1676–1678), Sofia Mollerus (1678–1678) och Margareta Mollerus (1679–1752) som var gift med kyrkoherden Andreas Wibjörnson i Vreta Klosters församling.